# 薄擬半齒甲鯰
薄擬半齒甲鯰，為輻鰭魚綱鯰形目甲鯰科的其中一種，為熱帶淡水魚，分布於南美洲亞馬遜河上游流域，體長可達15.9公分，棲息在底層水域，生活習性不明。

## 扩展阅读
維基物種上的相關：薄擬半齒甲鯰